# Sándor Mária (nyelvész)
Sándor Mária (írói neve: Józsa Mária; Marosvásárhely, 1957. június 26. –) erdélyi magyar nyelvészeti szakíró. J. Nagy Mária leánya.

## Életútja, munkássága
A kolozsvári Ady–Şincai Líceumban érettségizett (1976), a BBTE Bölcsészettudományi Karán szerzett tanári oklevelet. Az egyetem elvégzését követően Bikafalván, majd Székelyudvarhelyen az Egészségügyi Líceumban, ill. a Tamási Áron Elméleti Líceumban tanított.
Első közleményei középiskolás korában az Ifjúmunkásban és a Brassai Sámuel Líceum Fiatal Szívvel c. diáklapjában jelentek meg (1975). Egyetemista korában bekapcsolódott a Szabó Zoltán által irányított stíluskutatásokba. Elsősorban a narrációelmélet gyakorlati alkalmazásának a lehetőségével foglalkozott.

## Tanulmányai (válogatás)
- A szövegnyelvészet egy elbeszéléselméleti alkalmazása (in: A szövegvizsgálat új útjai. Szerk. Szabó Zoltán, Bukarest, 1982);
- Direcţii în critică şi poetică franceză contemporană. (NyIrK, 1984/2);
- Thomka Beáta: A pillanat formái. (NyIrK, 1988/1).